# Panamerikanische Spiele 2011/Leichtathletik – Dreisprung der Männer

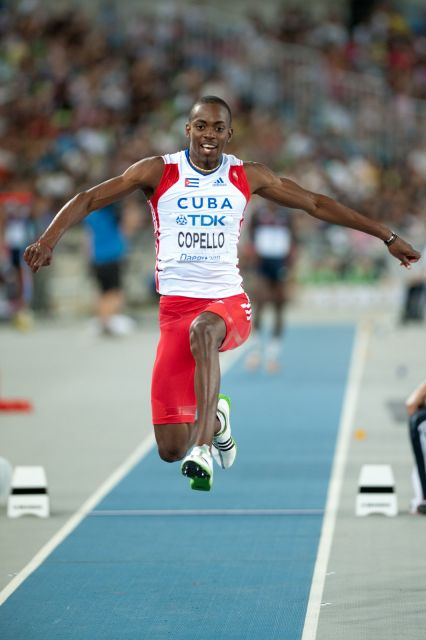
Der Sieger Alexis Copello (2011)

Der Dreisprung der Männer bei den Panamerikanischen Spielen 2011 fand am 27. Oktober 2011 im Telmex Athletics Stadium in Guadalajara statt.
Zehn Athleten aus sieben Ländern nahmen an dem Wettbewerb teil. Die Goldmedaille gewann Alexis Copello mit 17,21 m, Silber ging an Yoandri Betanzos mit 16,54 min und die Bronzemedaille sicherte sich Jefferson Sabino mit 16,51 min.

## Rekorde
Vor dem Wettbewerb galten folgende Rekorde:
| Weltrekord        | Jonathan Edwards        | 18,29 m | Weltmeisterschaften in Götebrog, Schweden           | 7. August 1995   |
| Rekord der Spiele | João Carlos de Oliveira | 17,89 m | Panamerikanische Spiele in der Stadt Mexiko, Mexiko | 15. Oktober 1975 |

## Ergebnis
27. Oktober 2011, 15:20 Uhr
| Platz | Athlet           | Land                         | 1. Versuch | 2. Versuch | 3. Versuch | 4. Versuch                               | 5. Versuch                               | 6. Versuch                               | Weite (m) |
| ----- | ---------------- | ---------------------------- | ---------- | ---------- | ---------- | ---------------------------------------- | ---------------------------------------- | ---------------------------------------- | --------- |
|       | Alexis Copello   | Kuba                         | 17,21      | x          | 16,44      | –                                        | 14,98                                    | –                                        | 17,21     |
|       | Yoandri Betanzos | Kuba                         | x          | 15,59      | 16,11      | x                                        | 16,36                                    | 16,54                                    | 16,54     |
|       | Jefferson Sabino | Brasilien                    | 16,29      | x          | 16,51      | x                                        | x                                        | x                                        | 16,51     |
| 4     | Maximiliano Díaz | Argentinien                  | 16,47      | 16,18      | 16,08      | x                                        | 16,03                                    | 15,70                                    | 16,47     |
| 5     | Samyr Lainé      | Haiti                        | 16,39      | 15,86      | x          | 15,83                                    | x                                        | 16,08                                    | 16,39     |
| 6     | Chris Carter     | Vereinigte Staaten           | 16,21      | x          | 15,63      | 15,81                                    | x                                        | 16,08                                    | 16,21     |
| 7     | Alberto Àlvarez  | Mexiko                       | x          | 15,72      | 15,96      | 16,05                                    | 16,20                                    | 16,15                                    | 16,20 PB  |
| 8     | Zedric Thomas    | Vereinigte Staaten           | 16,14      | x          | 15,79      | 15,86                                    | 16,15                                    | 16,19                                    | 16,19     |
| 9     | Muhammad Halim   | Amerikanische Jungferninseln | 15,94      | 15,92      | 15,63      | nicht im Finale der besten acht Athleten | nicht im Finale der besten acht Athleten | nicht im Finale der besten acht Athleten | 15,94     |
| 10    | Jair Adenas      | Mexiko                       | x          | 15,72      | 15,59      | nicht im Finale der besten acht Athleten | nicht im Finale der besten acht Athleten | nicht im Finale der besten acht Athleten | 15,72     |

Zeichenerklärung:
– = Versuch ausgelassen, x = Fehlversuch